# Vellozia peripherica
Vellozia peripherica là một loài thực vật có hoa trong họ Velloziaceae. Loài này được Mello-Silva mô tả khoa học đầu tiên năm 2004.